# Eparchia di Otradnyj

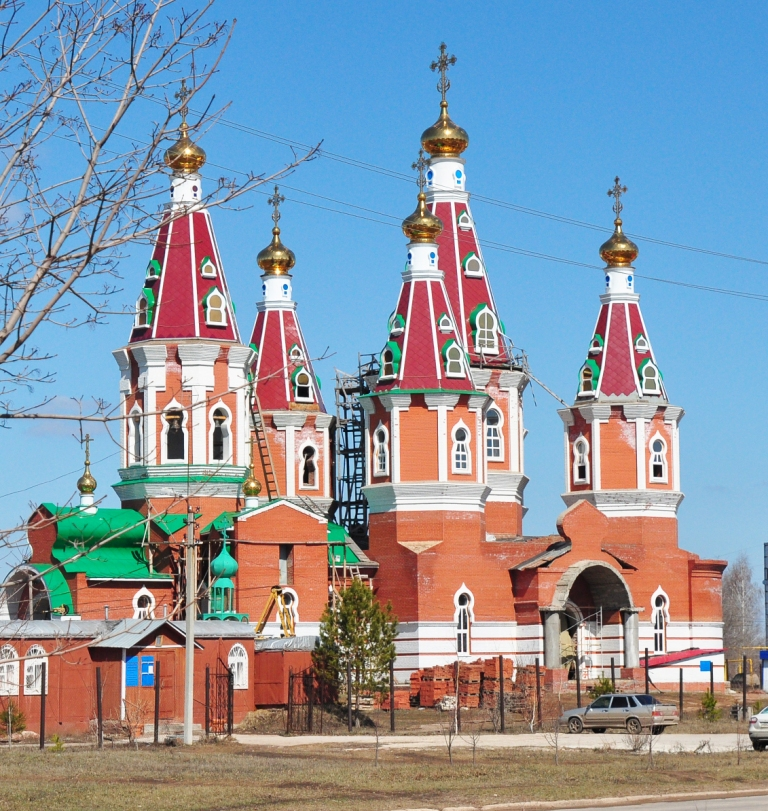
La cattedrale dell'icona della Madre di Dio "Gioia e Consolazione" di Otradnyj.

L'eparchia di Otradnyj (in russo Отрадненская епархия?) è una diocesi della Chiesa ortodossa russa, appartenente alla metropolia di Samara.

## Territorio
L'eparchia comprende i rajon Borskij, Elchovskij, Isaklinskij, Kamyšlinskij, Kinel'-Čerkasskij, Kljavlinskij, Koškinskij, Krasnojarskij, Pochvistenvskij, Sergievskij, Čelno-Veršinskij e Šentalinskij nella oblast' di Samara.
Sede eparchiale è la città di Otradnyj, dove si trova la cattedrale dell'icona della Madre di Dio "Gioia e Consolazione" (in russo иконы Божией Матери «Отрада и Утешение»?).
L'eparca ha il titolo ufficiale di «eparca di Otradnyj e Pochvistnevo».

## Storia
L'eparchia è stata eretta dal Santo Sinodo della Chiesa ortodossa russa il 15 marzo 2012, ricavandone il territorio dall'eparchia di Samara, e contestualmente è entrata a far parte della metropolia di Samara.